# Garfield (condado de Jackson, Wisconsin)
Garfield es un pueblo ubicado en el condado de Jackson en el estado estadounidense de Wisconsin. En el Censo de 2010 tenía una población de 638 habitantes y una densidad poblacional de 6,85 personas por km².

## Geografía
Garfield se encuentra ubicado en las coordenadas 44°33′28″N 91°6′58″O / 44.55778, -91.11611. Según la Oficina del Censo de los Estados Unidos, Garfield tiene una superficie total de 93.14 km², de la cual 93.12 km² corresponden a tierra firme y (0.02%) 0.02 km² es agua.

## Demografía
Según el censo de 2010, había 638 personas residiendo en Garfield. La densidad de población era de 6,85 hab./km². De los 638 habitantes, Garfield estaba compuesto por el 96.87% blancos, el 0% eran afroamericanos, el 1.41% eran amerindios, el 0.31% eran asiáticos, el 0% eran isleños del Pacífico, el 0.31% eran de otras razas y el 1.1% pertenecían a dos o más razas. Del total de la población el 0.78% eran hispanos o latinos de cualquier raza.